# Kristen Stewart
Kristen Jaymes Stewart, född 9 april 1990 i Los Angeles, Kalifornien, är en amerikansk skådespelare. Hon har bland annat medverkat i Panic Room, Into the Wild, Café Society och Snow White and the Huntsman samt i Twilight-filmerna Twilight, New Moon, Eclipse och Breaking Dawn, del 1 och 2.

## Biografi
Stewart är född och uppvuxen i Los Angeles som dotter till TV-producenten John Stewart och scriptan och manusförfattaren Julie "Jules" Mann-Stewart. Föräldrarna skilde sig 2012. Hennes karriär började som åttaåring, då en talangscout såg henne uppträda i skolans julpjäs. Hennes första roll var en statistroll i Disney-filmen The Thirteenth Year (1999). Efter det hade hon en okrediterad roll i Familjen Flinta i Viva Rock Vegas (2000). Hon hade också en roll i The Safety of Objects (2001).
Stewarts genombrott kom 2002 i filmen Panic Room. För sin roll i den filmen nominerades hon till en Young Artist Award. Efter Stewarts framgång i Panic Room började hennes karriär ta fart. År 2003 hade hon en roll i filmen Cold Creek Manor, för vilken hon också nominerades till en Young Artist Award. Under 2004 hade hon huvudroller i Speak och Klättertjuven. Hon hade samma år även en roll i filmen Undertow, en roll för vilken hon för tredje gången nominerades till en Young Artist Award.
År 2005 var Stewart med i fantasyfilmen Zathura. Samma år spelade Stewart rollen som Maya i filmen Fierce People. Två år senare spelade hon huvudrollen som Jess Solomon i thrillern The Messengers. Hon fick sedan roller i filmerna In the Land of Women, The Cake Eaters, Into the Wild, Jumper, The Yellow Handkerchief och What Just Happened. För sin roll i Into the Wild nominerades hon till en Young Artist Award.
Den 16 november 2007 bekräftade Summit Entertainment att Stewart skulle spela Isabella "Bella" Swan i filmen Twilight, baserad på Stephenie Meyers bästsäljande vampyrromans, Om jag kunde drömma. Twilight spelades in från februari till maj 2008. Kristen Stewart och Robert Pattinson fick huvudrollerna i filmen. Filmen hade premiär i november samma år. Stewart tilldelades priset för bästa kvinnliga huvudroll för sin roll som Bella Swan vid MTV Movie Awards 2009. Hon fortsatte som Bella Swan i de uppföljande filmerna New Moon, som hade premiär i november 2009, Eclipse (2010) och Breaking Dawn, den senare filmades i två delar, del 1 (2011) och del 2 (2012). Stewart tilldelades priset för bästa kvinnliga huvudroll även vid MTV Movie Awards 2010 och 2011 för sin roll som Bella Swan i New Moon och Eclipse. Hon har vunnit flera Teen Choice Awards för Twilight-filmerna och People's Choice Awards år 2010 i kategorin årets favoritteam med skådespelare och även 2011 som årets favoritskådespelerska och i kategorin årets favoritteam.
År 2010 vann hon BAFTA:s Orange Rising Star Award. Samma år utsågs hon till Årets kvinna på modegalan Elle Style Awards som hölls i London. Utöver i Twilight-filmerna, spelade Stewart under åren 2009-2010 också huvudroller i Adventureland, Welcome to the Rileys och rockfilmen The Runaways. För sin roll som Mallory i Welcome to the Rileys, vann hon 2011 års pris som bästa skådespelerska vid Milanos internationella filmfestival. I The Runaways spelade hon rollen som Joan Jett och Dakota Fanning spelade rollen som Cherie Currie. Under 2012 spelade hon huvudrollen som Snövit i äventyrsfilmen Snow White and the Huntsman. För rollen som Snövit nominerades hon till MTV Movie Awards i kategorin bästa hjälte. Hon nominerades även till Teen Choice Awards och People's Choice Awards och vann 2012 års Teen Choice Award-pris som sommarens bästa kvinnliga skådespelare.
Efter 2012 har hon spelat i en rad filmer, bland annat Moln över Sils Maria (2014), där hon för sin roll som Valentine år 2015 tilldelades Césarpriset för bästa kvinnliga biroll. Hon blev den första amerikanska skådespelerskan att vinna priset, och den andra amerikanen efter Adrien Brody. För den rollen vann hon också flera kritikerpriser för bästa kvinnliga biroll, bland annat från amerikanska National Society of Film Critics (NSFC) och New York Film Critics Circle (NYFCC). År 2014 spelade hon Lydia i Still Alice, en roll för vilken hon nominerades till Teen Choice Awards. Under 2016 medverkade hon i Certain Women och Personal Shopper och för dessa filmer blev hon nominerad till flera kritikerpriser för bästa kvinnliga biroll respektive skådespelerska. För rollen i Personal Shopper utsågs hon till bästa kvinnliga skådespelare på Oaxacas filmfestival 2016. Hon medverkade under 2016 även i Woody Allen-filmen Café Society. I januari 2018 hade Lizzie, en biografisk thriller om Lizzie Borden, premiär på Sundance Film Festival, där Stewart spelar birollen som hushållerskan Bridget Sullivan och Chloë Sevigny huvudrollen som Lizzie.

### Privatliv

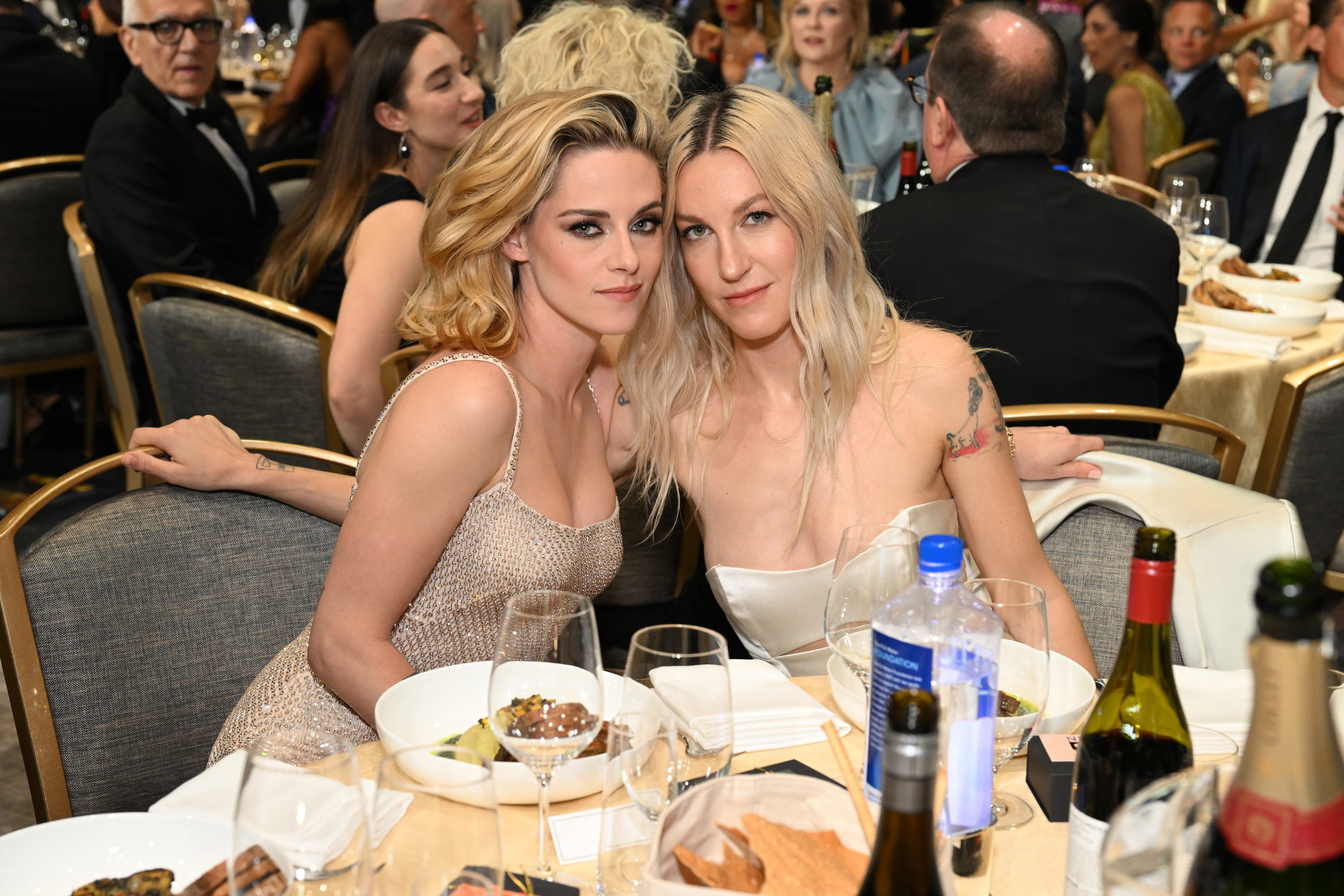
Stewart och fästmön Dylan Meyer på Critics' Choice Awards, Los Angeles 2022

Kristen Stewart har öppet meddelat att hon är bisexuell och har haft förhållande med bland andra Robert Pattinson och Alicia Cargile. Sedan slutet av 2016 dejtade hon den nyzeeländska supermodellen Stella Maxwell. Paret separerade i december 2018. Sedan augusti 2019 är hon i förhållande med den kvinnliga filmmanusförfattaren Dylan Meyer (född 1987).

## Filmografi (i urval)
| År   | Titel                             | Roll                     | Övrigt                                        |
| ---- | --------------------------------- | ------------------------ | --------------------------------------------- |
| 1999 | Thirteenth year                   | Flicka som står i en kö  | Statistroll                                   |
| 2000 | Familjen Flinta i Viva Rock Vegas | Flicka som kastar ringar | Okrediterad                                   |
| 2001 | The Safety of Objects             | Sam Jennings             |                                               |
| 2002 | Panic Room                        | Sarah Altman             | Huvudroll                                     |
| 2003 | Cold Creek Manor                  | Kristen Tilson           |                                               |
| 2004 | Speak                             | Melinda Sordino          | Huvudroll                                     |
| 2004 | Catch That Kid                    | Maddie                   | Huvudroll                                     |
| 2004 | Undertow                          | Lila                     |                                               |
| 2005 | Fierce People                     | Maya Osbourne            |                                               |
| 2005 | Zathura                           | Lisa                     |                                               |
| 2007 | The Messengers                    | Jess Solomon             | Huvudroll                                     |
| 2007 | In the Land of Women              | Lucy Hardwicke           | Huvudroll                                     |
| 2007 | The Cake Eaters                   | Georgia                  | Huvudroll                                     |
| 2007 | Into the Wild                     | Tracy Tatro              |                                               |
| 2007 | Cutlass                           | Den unga Robin           | Kortfilm                                      |
| 2008 | Jumper                            | Sophie                   |                                               |
| 2008 | The Yellow Handkerchief           | Martine                  | Huvudroll                                     |
| 2008 | What Just Happened                | Zoe                      |                                               |
| 2008 | Twilight                          | Bella Swan               | Huvudroll                                     |
| 2009 | Adventureland                     | Em Lewin                 | Huvudroll                                     |
| 2009 | Welcome to the Rileys             | Mallory                  | Huvudroll                                     |
| 2009 | New Moon                          | Bella Swan               | Huvudroll                                     |
| 2010 | The Runaways                      | Joan Jett                | Huvudroll                                     |
| 2010 | Eclipse                           | Bella Swan               | Huvudroll                                     |
| 2011 | Welcome to the Rileys             | Mallory                  | Huvudroll                                     |
| 2011 | Breaking Dawn – Part 1            | Bella Swan/Cullen        | Huvudroll                                     |
| 2011 | On the Road                       | Mary Lou                 |                                               |
| 2012 | Breaking Dawn – Part 2            | Bella Cullen             | Huvudroll                                     |
| 2012 | Snow White and the Huntsman       | Snövit                   | Huvudroll                                     |
| 2014 | Camp X-Ray                        | Amy Cole                 | Huvudroll                                     |
| 2014 | Moln över Sils Maria              | Valentine                | Huvudroll                                     |
| 2014 | Still Alice                       | Lydia Howland            | Huvudroll                                     |
| 2015 | American Ultra                    | Phoebe                   | Huvudroll                                     |
| 2015 | Anesthesia                        | Sophie                   | Huvudroll                                     |
| 2015 | Equals                            | Nia                      | Huvudroll                                     |
| 2015 | Once and Forever                  | Irys Duke                | Kortfilm                                      |
| 2016 | Certain Women                     | Elizabeth Travis         |                                               |
| 2016 | Café Society                      | Vonnie                   |                                               |
| 2016 | Personal Shopper                  | Maureen                  | Huvudroll                                     |
| 2016 | Billy Lynn's Long Halftime Walk   | Kathryn                  |                                               |
| 2017 | The Fragrance Gabrielle Chanel    | En flicka                | Kortfilm                                      |
| 2018 | Lizzie                            | Bridget Sullivan         |                                               |
| 2019 | Charlie's Angels                  | Sabina Wilson            |                                               |
| 2019 | Seberg                            | Jean Seberg              | Huvudroll                                     |
| 2020 | Underwater                        | Norah Price              |                                               |
| 2021 | Spencer                           | Lady Diana Spencer       |                                               |
| 2022 | Crimes of the Future              | Timlin                   |                                               |
| 2024 | Love Me                           | Me/Deja                  |                                               |
| 2024 | Love Lies Bleeding                | Lou                      |                                               |
| 2025 | The Chronology of Water           |                          | endast regi (långfilmsdebut); TBR 21 november |
| 2025 | The Wrong Girls                   | Frankie                  | även producent; post production               |